# Berg bei Rohrbach
Berg bei Rohrbach è una frazione di 2 523 abitanti del comune austriaco di Rohrbach-Berg, nel distretto di Rohrbach (Alta Austria). Già comune autonomo, il 1º maggio 2015 è stato fuso con il comune di Rohrbach in Oberösterreich per costituire la nuova città (Stadtgemeinde).